# Carobel
Carobel è un centro abitato dell'Eritrea, nella parte occidentale del paese.